# Michail Elgin
Michail Nikolaevič Elgin (in russo Михаил Николаевич Елгин?; Leningrado, 14 ottobre 1981) è un tennista russo.
Ha vinto il torneo di doppio della Kremlin Cup a Mosca nell'ottobre 2013 in coppia con l'uzbeko Denis Istomin.

## Statistiche

### Doppio

#### Vittorie (1)
| Legenda                   |
| Grande Slam (0)           |
| ATP World Tour Finals (0) |
| ATP Masters 1000 (0)      |
| ATP World Tour 500 (0)    |
| ATP World Tour 250 (1)    |

| Numero | Data            | Torneo             | Superficie  | Compagno      | Avversari in finale      | Punteggio         |
| 1.     | 19 ottobre 2013 | Kremlin Cup, Mosca | Cemento (i) | Denis Istomin | Ken Skupski Neal Skupski | 6–2, 1–6, [14–12] |

#### Finali perse (3)
| Legenda                   |
| Grande Slam (0)           |
| ATP World Tour Finals (0) |
| ATP Masters 1000 (0)      |
| ATP World Tour 500 (0)    |
| ATP World Tour 250 (3)    |

| Numero | Data             | Torneo                                                        | Superficie  | Compagno             | Avversari in finale           | Punteggio           |
| 1.     | 30 ottobre 2011  | St. Petersburg Open, San Pietroburgo                          | Cemento (i) | Aleksandr Kudrjavcev | Colin Fleming Ross Hutchins   | 3–6, 7–6(5), [8–10] |
| 2.     | 23 febbraio 2014 | Delray Beach International Tennis Championships, Delray Beach | Cemento     | František Čermák     | Bob Bryan Mike Bryan          | 2–6, 3–6            |
| 3.     | 12 febbraio 2017 | Garanti Koza Sofia Open, Sofia                                | Cemento (i) | Andrej Kuznecov      | Viktor Troicki Nenad Zimonjić | 4-6, 4-6            |